# Пећина изнад Трајанове табле
Пећина изнад Трајанове табле је археолошки локалитет на десној обали Дунава, на Мирочу (потез Голо брдо).
Локалитет се истражује од 2005. године, где су у најдебљем слоју констатовани камени артефакти из средњег палеолита. Из горњопалеолитског слоја, датованог методом С-14 у 31. и 35. миленијум пре садашњости, потичу остаци ватришта, рибље и животињске кости и окресани камени артефакти (стругач, ретуширана и неретуширана ламела) који су опредељени у орињасијен. У горњим слојевима нађене су керамичке посуде из енеолита (Костолачка култура), старијег гвозденог доба (култура Басараби) и раног средњег века.